# Predestynacja (1700)
Predestynacja (ros. Гото Предестинация) – rosyjski okręt liniowy z okresu panowania Piotra Wielkiego, pierwszy liniowiec w historii rosyjskiej floty.
Zbudowany w Woroneżu według projektu Piotra Wielkiego i pod jego nadzorem, przy współudziale rosyjskich budowniczych Fiedosieja Sklajewa i Ł. Wiereszczagina. Wodowanie nastąpiło 27 kwietnia (starego stylu) 1700 roku. Zostali na nie zaproszeni przedstawiciele dyplomatyczni obcych monarchii. W ten sposób Piotr I chciał zaprezentować powstającą nową potęgę morską. Podobne znaczenie miała nazwa okrętu, pochodząca z holenderskiego i bogate, barokowe zdobnictwo okrętu.
Był to liniowiec o 58 działach, rozmieszczonych na dwóch pokładach bateryjnych: 26 dział 16-funtowych na pokładzie głównym i 24 działa 8-funtowe na międzypokładzie, oraz 8 dział 3-funtowych na pokładzie kasztelu rufowego. Ponadto na rufie znajdowały się cztery furty działowe bez przydzielonych dział, do których przetaczano w razie potrzeby działa z innych stanowisk.
Predestynacja została wcielona do Floty Azowskiej, powstałej w 1696 roku, po zdobyciu przez Rosję twierdzy Azow. Służyła w niej, biorąc udział w działaniach przeciwko Turcji, aż do zawarcia w 1711 roku, niekorzystnego dla Rosji tzw. pokoju pruckiego. Piotr Wielki, mając nadzieję na uratowanie najcenniejszych okrętów Floty Azowskiej, polecił gubernatorowi Azowa wyprowadzenie w morze eskadry złożonej z Predestynacji i trzech mniejszych jednostek, wyekwipowanej w podróż dookoła Europy, do Petersburga. Jednak, w wyniku blokady cieśniny Bosfor, wszystkie cztery okręty zostały sprzedane Turcji.